# Mosaico culturale

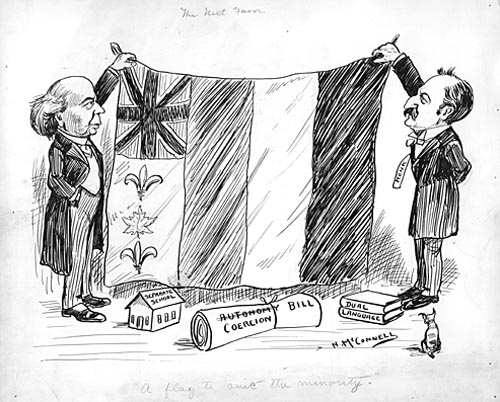
Vignetta politica sul mosaico culturale canadese del 1911

In Canada, l'espressione "Mosaico culturale" (inglese: "the Canadian cultural mosaic", francese: "la mosaïque culturelle canadienne") è un termine usato per descrivere la mescolanza di gruppi etnici, lingue e culture che coesistono all'interno della società canadese, riferito originalmente alle tre culture fondanti del Canada, ovvero quella anglosassone, quella francese e le nazioni amerindie.
L'idea di un mosaico culturale è intesa a sostenere un ideale di multiculturalismo, diversamente da altri sistemi come il melting pot, che si usa spesso per descrivere l'ideale di assimilazione dei vicini Stati Uniti.

## Generalità
Un profilo etnoculturale del Canada preparato da Statistics Canada (l'agenzia federale di statistica) descrive una nazione che, al principio del XXI secolo, è divenuta progressivamente sempre più etnica e multiculturale. L'Introduzione al rapporto affermava che:
Come risultato, il numero di minoranze visibili in Canada sta crescendo. Ed i Canadesi hanno elencato più di 200 gruppi etnici nel rispondere alla domanda del Censimento 2001 sull'ascendenza etnica, riflettendo un variegato, ricco mosaico culturale quando la nazione iniziava il nuovo millennio.»

## Origine ed uso del termine
Il primo uso del termine mosaico per riferirsi alla società canadese fu di John Murray Gibbon, nel suo libro del 1938 Canadian Mosaic (Mosaico canadese). Gibbon chiaramente disapprova il concetto americano di melting pot. Egli vedeva il melting pot come un processo mediante il quale gli immigranti ed i loro discendenti erano incoraggiati a recidere i legami con i loro paesi e le loro culture d'origine così da assimilarsi nel modo di vita americano.
Nel 1965, John Porter pubblicò il suo influente studio sociologico, Vertical Mosaic: An Analysis of Social Class and Power in Canada (Mosaico verticale: un'analisi delle classi sociali e del potere in Canada). Il libro di Porter mostrava che alcuni gruppi (ad es., quelli di origine britannica) erano in condizioni migliori di altri riguardo ai livelli di reddito, istruzione e salute. Per esempio, i gruppi di origine europea orientale e meridionale tendevano a cavarsela meno bene per questi aspetti. Quelli in condizioni peggiori erano le Prime nazioni e gli Inuit. Porter considerava questa schema verticale come collegato al potere e all'influenza nel processo decisionale. Così gli abitanti di origine britannica tendevano ad essere sovrarappresentati tra le élite nelle sfere del governo, dell'economia e della politica.
Le scoperte di Porter sono state messe alla prova in vari studi fin dal 1965 e sono state leggermente modificate. Ad esempio, la disparità economica tra i gruppi etnici si è un po' ristretta ed i Francofoni sono meglio rappresentati nella politica e nel governo. Tuttavia, le élite socio-economiche in Canada rimangono dominate dalle persone di origine britannica.

## Influenza sulla politica del multiculturalismo
Fin dall'inizio del XX secolo, il Canada è stato una delle maggiori società di ricevimento di immigranti del mondo. Fino agli anni sessanta ci si aspettava che gli immigranti si assimilassero nella società tradizionale. Arrivando come fece durante un periodo di perturbazione sociale, l'opera di Porter ebbe una marcata influenza sulla politica sociale canadese. La visione del Canada come mosaico di culture divenne la base per le politiche del multiculturalismo del governo Trudeau nei primi anni settanta.
Il governo canadese emanò la Legge ufficiale sul multiculturalismo (Official Multiculturalism Act) nel 1971 e nominò un ministro responsabile per il multiculturalismo nel 1972. Nel 1973 fu istituito un Consiglio canadese per il multiculturalismo, insieme ad una Divisione per il multiculturalismo all'interno del Dipartimento del Segretario di Stato (Ministero degli esteri).

## Critiche
La teoria del "mosaico culturale" non è esente da critiche. Alcuni esperti, come Jeffrey Simpson, giornalista del Globe and Mail, ed Andrew Cohen, professore di giornalismo all'Università Carleton, hanno sostenuto che l'intera dinamica melting pot / mosaico è in gran parte un concetto immaginato e che vi sono poche prove misurabili che gli immigranti americani o canadesi come gruppi collettivi si possano dimostrare più o meno "assimilati" o "multiculturali" l'uno dell'altro. Molti attivisti conservatori in Canada sono parimenti rimasti critici verso il multiculturalismo come politica "ufficiale" del governo. Alcuni dicono che il concetto di mosaico incoraggia le comunità immigranti a rimanere concentrate e segregate in certe aree, o che implica che i loro membri non dovrebbero mai essere considerati Canadesi. Nell'aprile 2005 Michaëlle Jean (in seguito nominata Governatrice generale) criticò lei stessa apertamente il concetto, accusandolo di condurre alla "ghettizzazione" dei canadesi.